# Дмитро Дедько
Дмитро Дедько́, також Детько, Дятько (? — близько 1349) — галицький боярин за часів правителів Королівства Русі Юрія ІІ Болеслава і Любарта-Дмитра, воєвода перемишльський. У період 1340–1349 був фактичним правителем королівства та лідером його боярсько-олігархічної верхівки. Під його керівництвом було відбито польсько-угорську навалу на Русь після смерті короля Юрія ІІ у 1340 році.

## Ім'я
Упродовж ХІХ століття, коли формувались основи наукових знань з історії Західно-Українських земель епохи війни за Галицько-Волинську спадщину, ім'я Дмитро Дедько було прийнято як переважна норма для означення цього історичного діяча. Головним аргументом було використання прізвища Dedko (Дедко) в його власній грамоті, написаній латинською мовою в 1340 або 1341 році. Михайло Грушевський мотивував достовірність саме такого варіанту прізвища, із додаванням «ь» тим, що писар, навіть якщо він і не був русином, найкраще знав ім'я свого патрона. Разом із тим, різні документи, в яких згадують Дмитра Дедька, наводять цілий ряд інших варіантів його прізвища. Так, у грамотах Юрія ІІ за 1334 рік його називають Demitrio detkone (детконе), а за 1335 рік — Demetrio datkone (датконе) nostro. Польський хроніст Янко з Чарнкова, описуючи події близько 1341 року і називаючи ім'я «воєводи (барона) замку Перемишль» використовує прізвище Datko (Датко). У грамоті угорського короля Людовика використовують прізвище Dechk (Дечк).

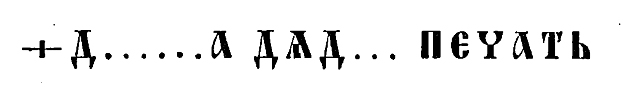
Прорис букв із печатки Дмитра Дедька

Важливим джерелом для визначення автентичного варіанту імені Дмитра Дедька є його печатка, прикріплена до грамоти 1341 року. На відміну від латиномовного тексту, де фігурує прізвище Dedko, на печатці збереглися три перші букви кирилицею ДѦД… (ДЯД…). У такому випадку прізвище може звучати як Дядко, або Дядько, причому залишається питання про порядок наголошених та ненаголошених голосних (наприклад Дядко́, Дя́дко).
Ім'я Дмитра Дедька в різних документах має також форми Temetrius (Теметріус), Demetrius (Деметріус), кирилична печатка містить лише першу і останню букву його імені Д та А (ймовірно ДИМИТРІА, ДИМИТРІА ДЯД(Ь)КА ПЕЧАТЬ).

## Життєпис
Спираючись на підтримку великого князя Дмитра-Любарта (сина великого князя литовського Гедиміна), Дедько у 1340-х роках очолював боярський уряд Галицько-Волинського князівства. Головною історичною заслугою Дмитра Дедька стала його роль у відбитті польсько-угорської агресії навесні 1340 року, в ході якої польським королем за допомогою угорського воєводи Вілерма було захоплено та пограбовано два найважливіші центри Галичини — Перемишль та Львів. Проводив гнучку політику, захищаючи державу від нападів Угорщини, Польщі й татар. Мав титул «провізора або управителя землі Руської» (provisor seu capitaneus terre Russie). За фактичного правління Дедька Руське королівство зберігало незалежність та знаходилось під владою руського великого князя (короля) Дмитра-Любарта, що резидував на Волині.
Дмитро-Любарт хоча й мав титул володаря Королівства Русі, а 1347 року Візантійський імператор Іоанн звертався до нього, титулуючи «королем Дмитром-Любартом», проте правив в основному на Волині та деяких прилеглих князівствах.
1344 року більшість Галицького князівства повернулось під владу короля Руси-України Любарта, за винятком Перемишльської і Сяноцької земель, які захопили поляки.
Смерть Д. Дедька у 1349 дала можливість польському королю Казимиру ІІІ за підтримкою Угорського королівства організувати новий похід на Русь, анексувати Галичину та укласти угоду із ханом Золотої Орди Джанібеком про щорічні виплати Галичиною данини Орді в обмін на її управління Казимиром ІІІ. Ці події відкрили сторінку 427-літнього підпорядкування Галичини Польському королівству.

## Грамота Дмитра Дедька

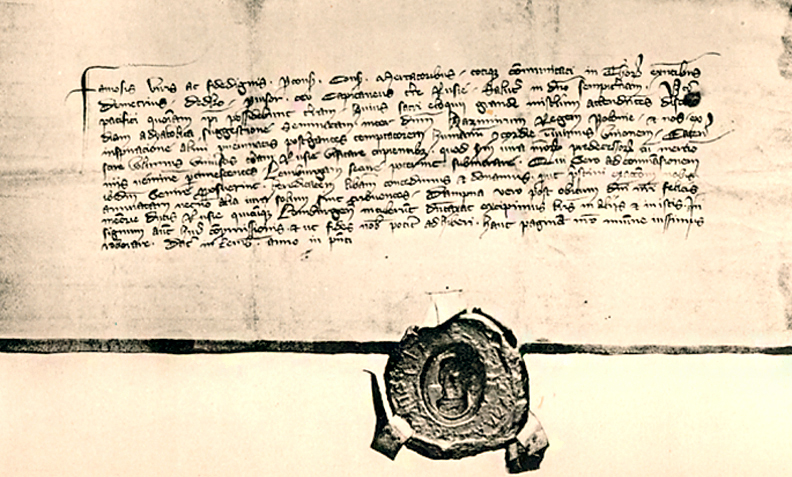
Грамота Дмитра Дедька, орієнтовно 1341 року, адресована торнським купцям із запрошенням на торгівлю та можливе поселення у Львові.

Похід Казимира ІІІ навесні 1340 року не змінив політично-державної приналежності Галичини. Дмитро Детько за допомогою татар, яких спрямував Узбек-хан, здійснив узимку відплатні походи в Польщу та Угорщину, що змусило Казимира ІІІ замиритися. Галичина залишилася під владою Дмитра-Любарта при союзницьких відносинах з Ордою. Фактичну владу здійснювали бояри під проводом Дмитра Детька.
Єдиним документом Дмитра Дедька, що відомий нині, є грамота, видана, ймовірно, близько 1341 року латинською мовою, що містить важливі відомості про державно-правове становище Галичини. Адресована вона громаді й купцям тевтонського міста Торна та закликає їх до відновлення торговельних зв'язків, порваних негараздами попереднього року: «Памятаючи святі слова: блаженні смирні, бо вони наслідять землю — читаємо в грамоті — ми, надхнені святим Духом, перемогли спокусителя людського роду й залишили незгоду, що її посіяла диявольська спокуса поміж нами й Казимиром, польським королем. Тому повідомляємо всім, хто хоче їхати в руську землю, що як і за наших попередників, вони можуть безпечно приїздити до Львова, нічого не лякаючися. Коли ж би хто хотів приїхати на життя, дістане громадянство для себе й для своїх дітей, на рік свободу від повинностей, як і давніше бувало, та інші права, тільки мусітиме платити чинш. А шкоди, заподіяні по смерти нашого пана, блаженної памяти руського князя, наскільки заподіяли їх львовяни, беремо тим листом, як і давнішим, на себе». У грамоті також є ім'я Дмитра Дедька, як він його сам вказав латинською мовою Demetrius Dedko.

## Історичні суперечності
У дослідженнях, що стосуються періоду правління Дмитра Дедька та його самого, часто зустрічаються суперечності у трактуванні державно-правового статусу олігархічного правління галицьких бояр, що в тодішніх умовах феодальної ієрархії було неможливим без наявності формального сюзерена. Польські, угорські та візантійські джерела дають суперечливу інформацію про характер такого сюзеренітету та саму його наявність. На перший погляд, угорські джерела, зокрема лист до Дедька короля Людовика, свідчать про сюзеренітет угорського короля над Галичиною. У польських джерелах дається двояке трактування результатів походу Казимира ІІІ на Львів 1340 року. З одного боку, вони стверджують про отримання Казимиром сюзеренських прав, а з іншого свідчать про те, що поки король вів з галицькими боярами перемовини про васалітет, Дмитро Дедько та Данило з Острова таємно вирушили до хана і привели орду, що змусила Казимира втікати. Візантійські джерела визнають сюзереном Дмитра Дедька князя Дмитра-Любарта. Крім того, не до кінця ясними є взаємини, що склались на той час між Галицько-Волинським князівством та Ордою.
З єдиної відомої донині грамоти самого Дмитра випливає, що тоді Казимир не був його сюзереном, а рівнорядним партнером угоди. Так само не підпала в 1340 році Галичина під зверхність Угорщини. Король Людовик Угорський у грамоті з 17 серпня 1340 року трактує руських купців як «заграничних» і розрізняє Руське Королівство і Угорське. За версією Михайла Грушевського, тлумачення Людовиком свого сюзеренітету пояснюється не стільки тогочасними реаліями, скільки традиційними претензіями угорських монархів на територію Галичини. Напис на дзвоні монастиря святого Юра у Львові 1341 року свідчить, що в самій Галичині формальним сюзереном вважався Дмитро-Любарт. Олександр Чоловський-Сас стверджував про його добровільний перехід на сторону Казимира ІІІ після смерті хана Узбека.

## У літературі
Головний персонаж повісті Івана Филипчака «Дмитро Детько».